# Sphenomorphus forbesi
Sphenomorphus forbesi — вид сцинкоподібних ящірок родини сцинкових (Scincidae). Ендемік Папуа Нової Гвінеї. Вид названий на честь шотландського мандрівника та натураліста Генрі Огга Форбса.

## Поширення і екологія
Sphenomorphus forbesi мешкають в горах Овен-Стенлі на південному сході Нової Гвінеї. Вони живуть у вологих тропічних лісах та на плантаціях, на висоті від 700 до 1900 м над рівнем моря.